# Malavan
Malavan (persika: ملوان انزلى) är ett fotbollslag i Anzali i Iran. Klubben har väldigt många fans i Iran. Laget grundades 1969. Klubben spelar i Irans högsta fotbollsserie IPL. Malavan har vunnit Hafiz Cup 3 gånger, 1976, 1986 och 1990.

## Placering senaste säsonger
| Säsong  | Nivå | Liga                    | Placering | Referens | Notering |
| ------- | ---- | ----------------------- | --------- | -------- | -------- |
| 2011/12 | 1    | Persian Gulf Pro League | 15        | [ 1 ]    |          |
| 2012/13 | 1    | Persian Gulf Pro League | 12        | [ 2 ]    |          |
| 2013/14 | 1    | Persian Gulf Pro League | 7         | [ 3 ]    |          |
| 2014/15 | 1    | Persian Gulf Pro League | 13        | [ 4 ]    |          |
| 2015/16 | 1    | Persian Gulf Pro League | 14        | [ 5 ]    |          |
| 2022/23 | 1    | Persian Gulf Pro League | 12        | [ 6 ]    |          |
| 2023/24 | 1    | Persian Gulf Pro League | 6         | [ 7 ]    |          |
| 2024/25 | 1    | Persian Gulf Pro League | 7         | [ 8 ]    |          |

## Kända Spelare
- Mohammad Ahmadzadeh
- Sirous Ghayeghran
- Ghafour Jahani
- Pejman Nouri